# Аратинга гватемальський
Арати́нга гватемальський (Psittacara strenuus) — вид папугоподібних птахів родини папугових (Psittacidae). Мешкає в Мексиці і Центральній Америці. Раніше вважався підвидом зеленого аратинги, однак був визнаний окремим видом.

## Поширення і екологія
Червоногорлі аратинги мешкають на південному сході Мексики (східна Оахака, Чіапас), південної Гватемали, Сальвадору, південного Гондурасу (Вальє, Чолутека) і північно-західного Нікарагуа. Вони живуть в сухих і вологих тропічних лісах, на висоті до 2200 м над рівнем моря.